# Paul de Vos

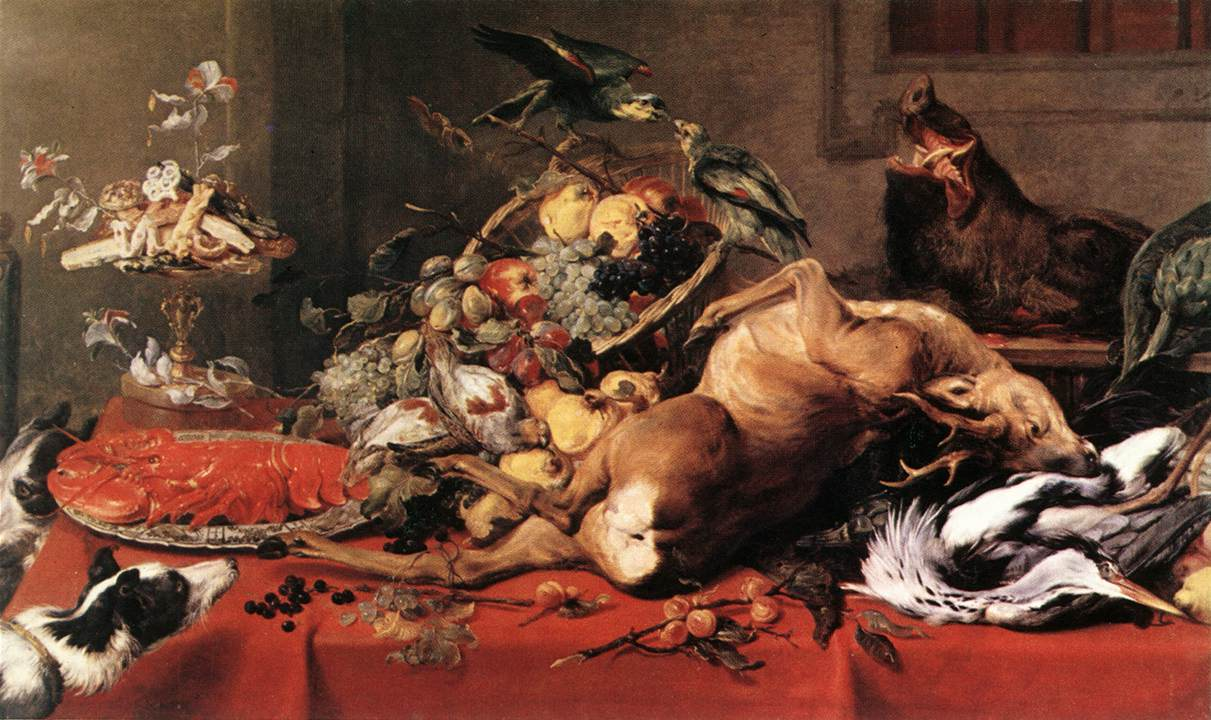
Martwa natura

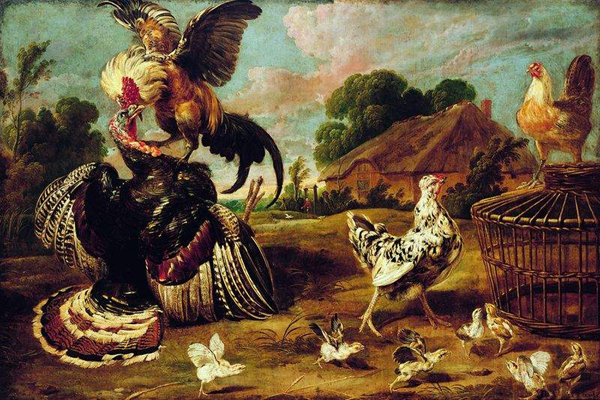
Indyk i kogut

Paul de Vos (ur. 1591, 1592 lub 1595 w Hulst, zm. 30 czerwca 1678 w Antwerpii) – flamandzki malarz barokowy, brat portrecisty Cornelisa de Vosa i szwagier Fransa Snydersa.
Urodził się w Hulst pod Antwerpią (obecnie holenderska prowincja Zelandia). Wspólnie z braćmi Cornelisem i Janem uczył się u mało znanego malarza Davida Remeeusa (1559–1626). Własny styl wypracował pod wpływem animalisty Franza Snydersa.  Malował dynamiczne sceny polowań, zwierzęta i ptaki. Tworzył martwe natury, których głównym elementem były trofea myśliwskie. Współpracował z wybitnymi malarzami, na których zlecenie malował zwierzęta na ich obrazach, m.in. u Jacoba Jordaensa, Jana Wildensa i Antoona van Dycka. Wspólnie z Rubensem i Snydersem wykonał malowidła dekoracyjne, m.in. w pałacu Torre de la Parada na zlecenie Filipa IV króla Hiszpanii. Prowadził popularny warsztat malarski i wykonywał zlecenia arystokracji flamandzkiej i hiszpańskiej. W 1620 został mistrzem gildii św. Łukasza w Antwerpii.
W zbiorach Muzeum Narodowego w Warszawie znajdują się dwa obrazy Paula de Vosa: Indyk i kogut (nr inw. M.Ob. 2504) i martwa natura pt. Spiżarnia (nr. inw. 186966).